# Отто Фріке
Отто Фріке (нім. Otto Fricke; 29 травня 1894, Веннігзен — 26 листопада 1966, Гайдельберг) — німецький військово-морський діяч, контрадмірал крігсмаріне (1 вересня 1942).

## Біографія
Освіту здобув на важкому крейсері «Ганза» (1914) і у військово-морському училищі в Мюрвіку (1914). Плавав на легких крейсерах «Штутгарт», «Грауденц», на лінкорі «Гельголанд». З 27 травня 1917 року — командир мінного тральщика М-38. З 16 вересня 1919 року — вахтовий офіцер, прапор-лейтенант, а потім командир 5-ї флотилії мінних тральщиків. З 21 жовтня 1919 року — вахтовий офіцер на крейсері «Кенігсберг». З 1 червня 1920 року — командир взводу полку берегової оборони «Вільгельмсгафен», з 26 жовтня 1920 року — командир роти 2-го батальйону берегової оборони. 4 квітня 1923 року призначений ад'ютантом і груповим офіцером військово-морської школи в Мюрвіку. З 23 вересня 1924 року — командир роти корабельної кадрованої дивізії «Остзе». З 31 березня 1925 року — вахтовий офіцер на крейсері «Берлін». З 26 вересня 1927 року — командир роти 3-го батальйону морської артилерії. 3 жовтня 1929 року призначений вахтовим офіцером, а 25 вересня 1930 року — 2-м артилерійським офіцером на лінійному кораблі «Гессен». З 26 вересня 1932 року — артилерійський офіцер на крейсері «Кенігсберг». 28 вересня 1934 року переведений в училище морської артилерії інструктором. З 1 жовтня 1937 року — начальник штабу інспекції морської артилерії, одночасно став начальником району Західного валу. З 1 травня 1940 року — комендант порту Ставангер. З 19 липня 1940 року — начальник штабу командування ВМС на узбережжі Ла-Маншу, з 18 квітня 1942 року — командувача-адмірала у Франції. З 16 листопада 1942 року — обер-квартирмейстер штабу Командування групи ВМС «Захід». 1 квітня 1943 року зайняв пост інспектора морської артилерії. 22 липня 1945 року взятий в полон союзниками. 19 квітня 1947 року звільнений.

## Нагороди
- Залізний хрест
  - 2-го класу (6 жовтня 1915)
  - 1-го класу (27 вересня 1919)
- Ганзейський Хрест (Бремен; 15 квітня 1919)
- Орден Заслуг (Чилі), кавалер (10 грудня 1925)
- Почесний хрест ветерана війни з мечами
- Медаль «За вислугу років у Вермахті»
  - 4-го, 3-го і 2-го класу (18 років; 2 жовтня 1936) — отримав 3 нагороди одночасно.
  - 1-го класу (25 років; 1 квітня 1938)
- Орден Корони (Югославія) 2-го ступеня (16 листопада 1939)
- Медаль «У пам'ять 1 жовтня 1938» (20 грудня 1939)
- Застібка до Залізного хреста
  - 2-го класу (15 липня 1940)
  - 1-го класу (20 грудня 1940)
- Нагрудний знак морської артилерії